# سیارک ۱۱۷۷۱
سیارک ۱۱۷۷۱ (به انگلیسی: 11771 Maestlin، نامگذاری:4136T-2) یازده هزار و هفتصد و هفتادمین سیارک کشف شده‌است که در ۲۹ سپتامبر ۱۹۷۳ کشف شد.
قدر مطلق سیارک برابر ۲۰٫۴ است.